# Pilot (Episodio de How to Get Away with Murder)
Pilot es el primer episodio de la primera temporada de la serie televisiva de drama y misterio How to Get Away with Murder, y es el primer episodio emitido de la serie. Este episodio salió al aire por primera vez el día 25 de septiembre de 2014, por ABC. El episodio fue escrito por Peter Nowalk; mientras que Michael Offer lo dirigió.

## Reparto
- Viola Davis como Annalise Keating
- Billy Brown como Nate Leahy
- Alfred Enoch como Wes Gibbins
- Jack Falahee como Connor Walsh
- Katie Findlay como Rebecca Sutter
- Aja Naomi King como Michaela Pratt
- Matt McGorry como Asher Millstone
- Karla Souza como Laurel Castillo
- Charlie Weber como Frank Delfino
- Liza Weil como Bonnie Winterbottom

## Trama
| Todo comienza con una fiesta universitaria, una fogata, vemos escenas de gente divirtiéndose antes de que la pantalla se enfoque en el bosque, donde vemos a tres jóvenes, luego llega otro muchacho, todos están histéricos discutiendo sobre un asesinato y sobre que es lo que harán con el cuerpo. Los cuatro jóvenes son Wes Gibbins, Laurel Castillo, Connor Walsh y Michaela Pratt. Se revela que el arma utilizada en el homicidio es un Trofeo, y acerca del cuerpo la discusión sigue siendo acerca de si deberían dejarlo donde esta, en la casa o deberían sacarlo y arriesgarse a ser vistos en medio de la celebración. Wes sugiere que lancen una moneda al aire para tomar la decisión. Aunque al principio todos creen que es una idea ridícula deciden hacerlo. Cara van por el cuerpo, y Cruz lo dejan donde esta. |

3 MESES ANTES 

Mientras gira la moneda regresamos tres meses atrás para descubrir como es que los cuatro jóvenes llegaron a ese momento. Vemos a un joven en su bicicleta, y vemos que es Wes Gibbins. Wes va tarde a su primera clase en la Universidad de Middleton, en el fondo se pueden ver carteles de búsqueda con la imagen de una chica llamada Lila Stangard, quien esta desaparecida. Annalise Keating se presenta como su nueva profesora de derecho penal 101, o como ella prefiere llamarlo 'How to get away with murder'.
Ella les explica que ella no enseña a base de libros, sino que enseña prácticamente, en casos reales. Connor Walsh es el primero que contesta en la clase, el y algunos otros (como Michaela Pratt y Asher Millstone) están preparados para las preguntas de su profesora, pero Wes no lo esta. Cuando Annalise le pregunta algo a Wes y él no sabe, Laurel Castillo lo ayuda, pero Annalise le dice que nunca le quite una oportunidad de aprendizaje a otro compañero, sin importar que tan inteligente quiere parecer. La profesora Keating le presenta a sus alumnos su primer caso.
En el caso defienden a Gina Sadowski, alias 'la asesina del aspirina', una secretaria que es acusada de intento de homicidio, supuestamente dándole una aspirina a jefe y amante, Arthur Kaufman, quien es alérgico a esta medicina. Los estudiantes deben traer una defensa sólida para el día siguiente, y todas deben ser diferentes. Annalise, castigando a Wes, lo pone hasta el último. Además, les dice a sus alumnos que los cuatro alumnos con la mejor defensa trabajaran con ella y con sus socios (Bonnie Winterbottom y Frank Delfino) en su firma, y la mejor defensa, que llevaran al juicio, será recompensada con un trofeo, que tiene grandes ventajas como librarse de un examen. Wes estudia en su apartamento pero escucha música al otro lado, y esta saliendo del apartamento vecino. Wes va a pedirle a su vecina que apague la música, y ahí es cuando conoce a Rebecca Sutter.
El le dice que si puede apagar la música porque es un estudiante de leyes y necesita concentrarse, pero ella se niega, diciéndole que el inquilino anterior también era estudiante de leyes y si ella podía lidiar con el ruido y sus colapsos mentales el podrá aguantar la música. Wes regresa un poco molesto a su apartamento y se acuesta en su cama, y ahí es cuando nota rasguños en la pared.
| En los flashforwards, la moneda cae en Cara, así que los cuatro individuos regresan por el cuerpo para moverlo de la casa de la profesora Keating. Wes y Connor envuelven el cuerpo en una alfombra, Michaela sigue molesta sobre mover el cuerpo y Laurel lava el trofeo para ponerlo de regreso en donde estaba. Cuando los cuatro están a punto de sacarlo de la casa, un oficial de policía llega y les pregunta si el auto que esta bloqueando la entrada de la casa es de alguno de ellos y luego los cuestiona por la alfombra y Michaela le miente para que los deje. El oficial parece creerles y se va cuando un montón de alumnos enloquecidos aparecen detrás y se van corriendo. |

Todos le presentan sus ideas a Annalise pero ella decide seguir con su propio plan, a pesar de que le aplaude sus ideas a Michaela, Laurel, Connor, Asher y Wes, entre otros. Michaela la ayuda a desacreditar a la testigo demostrando en corte que ella es daltónica; por lo tanto la pastilla que "vio" que Gina le dio a Arthur pudo no haber sido del color que creía y por lo tanto no se puede probar nada. A media noche, Wes aparece en casa se Annalise y la encuentra en su oficina con un hombre, Nate Lahey. Annalise sale y habla con Wes, el le cuenta a Annalise sobre una teoría que se le ocurrió y ella le dice que no va a funcionar, pero mientras Wes se va, Annalise parece estar preocupada por lo que el acaba de ver.
| Los chicos están en el auto fuera de una gasolinera esperando a Wes. Connor esta cantando mientras que Michaela parece seguir estando histérica. Wes regresa con una bolsa con cosas para quemar el cadáver. |

Lo próximo que vemos es a Connor coqueteando con un chico (Oliver) que trabaja en la parte informática del edificio donde Gina supuestamente envenenó a Arthur. Al día siguiente le lleva unos papeles a Annalise y le dice que no los consiguió exactamente legal, mientras recuerda como se acostó con Oliver. Esos papeles les ayuda a crear un nuevo sospechoso, involucrando un colega de Arthur.
Laurel encuentra a Gina y a la esposa de Arthur, Agnes, en el baño, y ahí descubre que ambas estaban conspirando contra Arthur.
Por otro lado, mientras Wes llega a su apartamento con su bicicleta, escucha a Rebecca y a un chico discutiendo en su apartamento hasta que este chico sale molesto y resulta ser Griffin O'Reilly, el novio de la desaparecida Lila Stangard. Esa misma noche Wes llega a una cena de la universidad, donde conoce a Sam Keating, el esposo de Annalise. Wes se da cuenta de que el hombre con el que Annalise estaba no era su esposo.
| Mientras lo mueven hacia el bosque, los chicos descubren que alguien se acerca a ellos y se esconden, pero el teléfono de Laurel suena y Michaela descubre que es Frank quien la esta llamando, y Michaela la cuestiona por eso. |

Laurel le cuenta a Frank su teoría, y descubre que el en realidad ya lo sabía. El le dice que conoce a las chicas como ella y ella se marcha molesta. Bonnie le dice a Frank que deje de acostarse con las chicas. Annalise habla con Wes y le pide perdón por la situación en la que lo puso, Wes le promete no decir nada y ella le agradece. Cuando Annalise y Sam regresan a casa, se puede ver que Bonnie está enamorada de Sam. Wes está en su apartamento y encuentra una botella fuera de su puerta, y descubre que Rebecca la dejó ahí y le pide perdón por su comportamiento. De vuelta en el caso, se encuentra un vídeo donde Gina Sadowski compra aspirina antes del intento de homicidio.
Después Annalise intenta arreglar las cosas llamando al Detective Nate Lahey al estrado, quien es el supervisor del oficial que estaba a cargo del vídeo encontrado de Gina. Annalise humilla a Nate en el estrado y les da a entender que existe corrupción en el departamento de Policía de Philadelphia. Con esto, Annalise logra exonerar a Gina. Anna-sam Annalise le da el trofeo a Connor, y elige a Michaela, Laurel y Asher para trabajar con ellos. Sin embargo, también decide aceptar a Wes en su equipo. Wes decide abandonar el curso y ella lo convence de que lo eligió porque es inteligente y lo hace reflexionar sobre quien quiere ser y si quiere convertirse en alguien que en realidad le guste. En la noche, Sam esta viendo las noticias sobre la desaparición de Lila Stangard, y luego Annalise llega a la cama y le apuesta que lo hizo el novio, Sam responde "Supongo que ya lo veremos".
| Wes, Connor, Laurel y Michaela deciden quemar el cuerpo que llevaron al bosque, antes de enterrarlo y concuerdan que es la única forma de destruir el ADN. Los cuatro lo discuten por última vez, dándose cuenta de que no habrá marcha atrás después de eso. Mientras encienden un cerillo, la identidad del cadáver es descubierta, y resulta ser Sam Keating, el esposo de su profesora de Leyes. |

## Recepción
El episodio piloto de la serie tuvo más de 14 millones de espectadores en su primera emisión, y más de 20 millones en DVR a partir de los primeros 7 días. El primer episodio obtuvo un récord de reproducción en DVR con 6 millones, superando el récord de 5.6 millones puesto por el episodio piloto de The Blacklist.
| # | # | Episodio | Audiencia en Vivo | Audiencia en Vivo    | DVR + 7 Días | DVR + 7 Días         | Audiencia Total | Audiencia Total      | Ref   |
| # | # | Episodio | Total 18-49       | Audiencia (millones) | Total 18-49  | Audiencia (millones) | Total 18-49     | Audiencia (millones) | Ref   |
| - | - | -------- | ----------------- | -------------------- | ------------ | -------------------- | --------------- | -------------------- | ----- |
| 1 | 1 | "Pilot"  | 3.8/12            | 14.12                | 2.3          | 6.95                 | 6.1             | 21.08                | [ 5 ] |